# Семюел Шорт
Семюел Шорт (17 вересня 2003 , Квінсленд ) — австралійський плавець, чемпіон світу.

## Кар'єра
У 2022 році, на чемпіонаті світу, виграв срібну медаль в естафеті 4x200 метрів вільним стилем. На цих змаганнях також виступив на дистанціях 800 та 1500 метрів вільним стилем, але у фінал кваліфікуватися не зумів, посівши 9-те та 14-те місце у кваліфікації.
Шорт успішно виступив на Іграх Співдружності 2022 року, ставши чемпіоном на дистанції 1500 метрів вільним стилем, та срібним призером на дистанції 400 метрів вільним стилем.
На чемпіонаті світу 2023 року виграв золоту медаль на дистанції 400 метрів вільним стилем, а також срібну медаль на дистанції 800 метрів вільним стилем та бронзову на дистанції 1500 метрів вільним стилем. На дистанції 800 метрів Шорт також встановив новий рекорд Океанії.